# Chemin de fer de service des travaux de contrôle de l'érosion de Tateyama
Le chemin de fer de service des travaux de contrôle de l'érosion de Tateyama (立山砂防工事専用軌道, Tateyama Sabō Kōji Sen'yō Kidō), ou plus simplement chemin de fer de contrôle de l'érosion de Tateyama (立山砂防軌道, Tateyama Sabō Kidō), est un chemin de fer industriel situé à Tateyama dans la préfecture de Toyama au Japon. Il permet de transporter des matériaux et du personnel pour la construction et l'entretien des installations de contrôle de l'érosion du fleuve Jōganji, comme les barrages.

## Histoire
Le fleuve Jōganji, qui coule du mont Tate jusqu'à la baie de Toyama, connaissait des crues fréquentes et des formations de lave torrentielle. En 1926, le ministère de l'Intérieur commence à construire des installations afin de contrôler l'érosion du fleuve. Une ligne à voie étroite est mise en service en 1929 entre Senjugahara et Kanbadaira, puis un funiculaire est construit en 1930 entre Kanbadaira et Mizutani, et enfin une seconde ligne ferroviaire entre Mizutani et Shiroiwa l'année suivante. L'exploitation est arrêtée entre 1944 et 1948 en raison de la Seconde Guerre mondiale, période pendant laquelle le funiculaire s'est effondré. Ce dernier est remplacé par un ascenseur incliné, puis par une ligne ferroviaire avec 18 rebroussements d'affilée, faisant la liaison avec les deux lignes existantes. La section entre Mizutani et Shiroiwa est ensuite abandonnée. Entre 1998 et 2007, la ligne a été rénovée avec de nouveaux itinéraires, réduisant le nombre de rebroussement.
En raison de son intérêt historique, la ligne fait partie des monuments enregistrés du Japon.

## Caractéristiques

### Ligne
- longueur : 18 km
- écartement des voies : 610 mm
- vitesse maximale : 18 km/h
- nombre de voies : voie unique
- altitude minimale : 475 m
- altitude maximale : 1 117 m
- pente moyenne : 35 ‰
- pente maximale : 50 ‰
- nombre de rebroussements (zigzag) : 38

### Liste des arrêts
- Senjugahara (千寿ヶ原) (à proximité de la gare de Tateyama)
- Nakagoya (中小屋)
- Kuwadani (桑谷)
- Onigajō (鬼ヶ城)
- Kanbadaira (樺平)
- Mizutani (水谷)

## Galerie photo

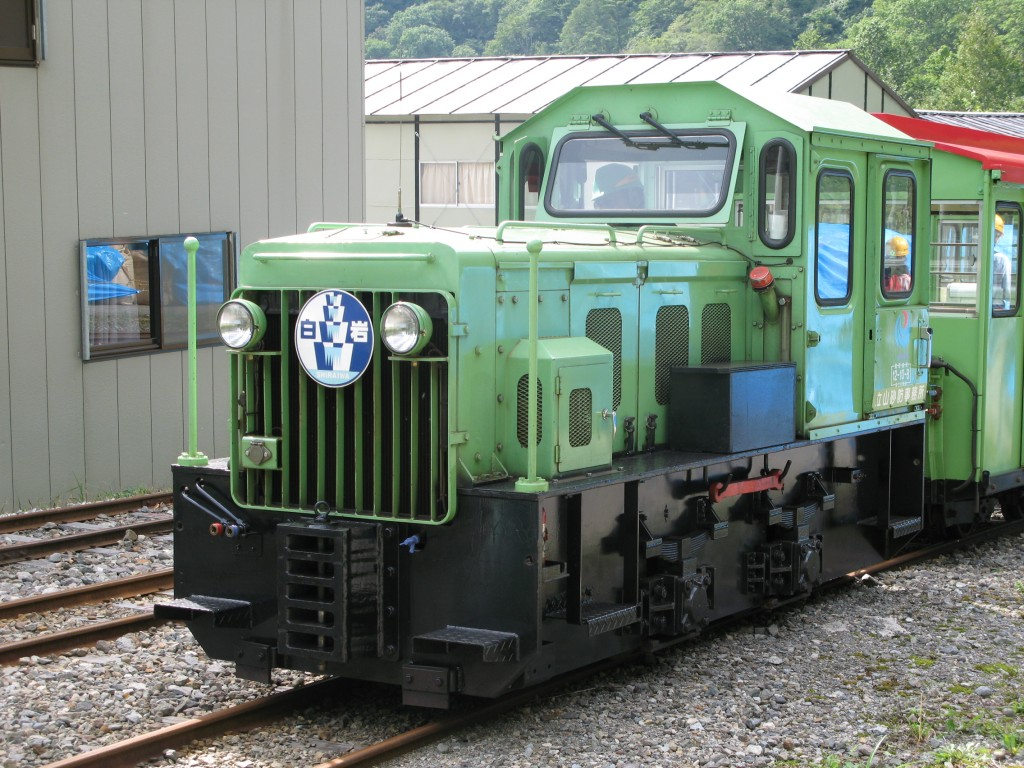
Locomotive Diesel
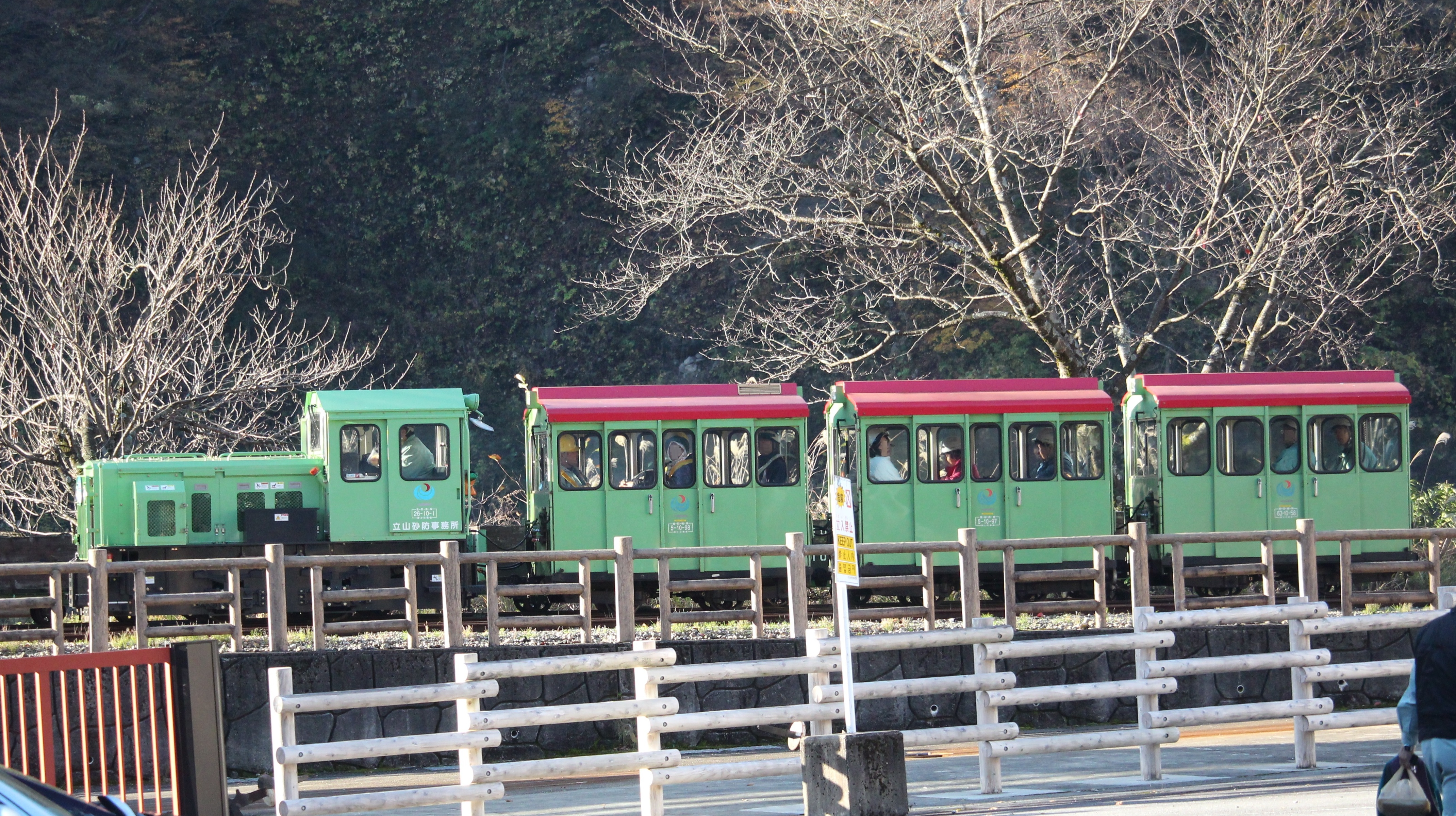
Une rame à Senjugahara.
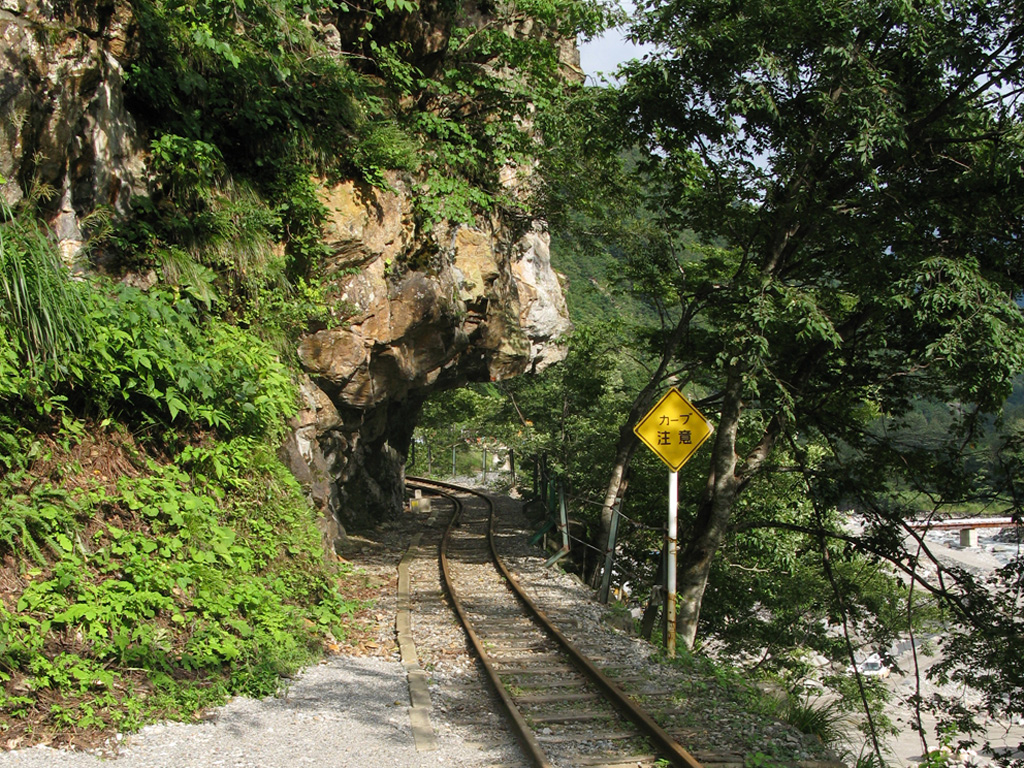
La voie à Amadori.